# اوترکور-سور-ایر
اوترکور-سور-ایر (به فرانسوی: Autrécourt-sur-Aire) یک کمون در فرانسه است که در canton of Seuil-d'Argonne واقع شده‌است. اوترکور-سور-ایر ۱۰٫۸۵ کیلومتر مربع مساحت دارد ۲۰۵ متر بالاتر از سطح دریا واقع شده‌است.